# Discovery Island (Bay Lake)
Discovery Island é uma ilha de 11,5 acres (4.7 ha) em Bay Lake, Flórida. Está localizada na propriedade do Walt Disney World, na cidade de Bay Lake. Entre 1974 e 1999, foi uma atração aberta aos visitantes, que puderam observar suas diversas espécies de animais e pássaros. A Disney originalmente o nomeou Treasure Island, e mais tarde o nomeou Discovery Island. Atualmente, está abandonado, mas pode ser visto por qualquer embarcação em Bay Lake. Discovery Island agora é o nome de uma das áreas do Disney's Animal Kingdom.

## História

### Origens
No início de 1900, a ilha era conhecida por Raz Island, nomeada depois da família que viveu por lá. Em meados de 1930 foi comprada por $800 por um homem chamado Delmar 'Radio Nick' Nicholson que a renomeou para Idle Bay Isle, vivendo por lá por vinte anos com sua esposa e sua garça de estimação. Sua contribuição para a ilha consistiu no cultivo de plantas exóticas. Mais tarde foi vendida e renomeada de Riles Island sendo usada como um retiro de caça. Em 1965 a Disney comprou como parte de sua aquisição estratégica de propriedades — antes de construir o Walt Disney World Resort.

### Abertura
A ilha abriu como Treasure Island em 8 de abril de 1974, como um local para observar a vida selvagem, e mais tarde foi renomeada para Discovery Island quando foi reconhecida como um parque zoológico. O custo de admissão em 1995 era US $10,60 para adultos e US$ 5,83 para crianças de três a nove anos. O Discovery Island também continha uma praia na qual não era permitido nadar devido aos jacarés, mas era permitido brincar e caminhar na areia.
As instalações da ilha abrigavam a última espécie da andorinha Ammodramus maritimus nigrescens, antes de morrer em julho de 1987. A subespécie foi declarada presumivelmente extinta em 1990.

### Fechamento
O Discovery Island fechou ao público em 8 de abril de 1999, mas continuou a operar até 9 de julho de 1999, quando todos os seus animais foram realocados para o Disney's Animal Kingdom (cuja área central do Safari Village foi renomeada Discovery Island) e outros zoológicos. Embora a Disney nunca tenha declarado oficialmente suas razões para fechar o parque, a baixa participação e os altos custos de manutenção, combinados com o novo e maior Disney's Animal Kingdom, que foi aberto um ano antes, são as causas mais prováveis.
Desde o seu fechamento, a ilha permaneceu praticamente abandonada, sem sinais de desenvolvimento. Em 2020, suas construções originais e atrações permanecem na área, embora várias edificações terem sofrido danos por furacões e decadência natural.
A certa altura, a Disney considerou se unir com o criadores do videogame Myst, Cyan, para criar uma experiência interativa chamada de Myst Island. Os clientes explorariam locações incomuns e desvendariam o mistério sobre os antigos habitantes da ilha. O desenvolvimento dessa atração nunca foi para além do estágio de concepção.
Hoje, a ilha pode ser facilmente vista a partir do Walt Disney World Monorail (trem interno da Disney que leva os hóspedes até as instalações do complexo), do Disney's Wilderness Lodge, do Disney's Contemporary Resort e do Disney's Fort Wilderness Resort Campground, além de passeios de barco entre eles. É adjacente ao Disney's River Country, que foi fechado em novembro de 2001.

### Visitas não autorizadas
Em entrevista para a BBC, o fotojornalista estadunidense Seph Lawless contou que foi banido de acessar as instalações da Disney por conta de suas fotos do parque nas quais ele se dedica mostrar tanto a beleza do local quanto chamar atenção à negligência com o espaço.
Em 30 de abril de 2020, um homem chamado Richard McGuire, de Mobile, Alabama, foi preso por acampar na Discovery Island durante a pandemia de coronavírus 2019-2020. Posteriormente, ele foi removido da ilha e banido da Walt Disney Property. Ele chamou a ilha de "paraíso tropical" e disse que não sabia que a área estava fora do alcance do público.

## Antigas atrações
- Parrots Perch – um show de pássaros que apresentava pássaros treinados como araras, cacatuas, entre outros;
- Monkey Colony – macacos capuchinhos;
- Trumpeter Springs – cisne-trombeteiro;
- Bamboo Hollow – lêmures de Madagascar;
- Vulture’s Haunt – urubus;
- Toucan Corner – tucanos;
- Cranes's Roost – grou-demoiselle, grou-canadiano, e grou-coroado-cinzento;
- Avian Way – a mais extensa colônia de reprodução de guará dos Estados Unidos. Muntíacos e pavões também eram mantidos nessa área.
- Pelican Bay – pelicano-pardo;
- Flamingo Lagoon – flamingos;
- Tortoise Beach – cinco tartarugas-gigante-de-galápagos;
- Alligator Pool – American alligators
- Eagle’s Watch – Bald eagles